# Könnigde
Könnigde este o comună din landul Saxonia-Anhalt, Germania.